# Pomnik Jaroslava Haška w Pradze
Pomnik Jaroslava Haška w Pradze – surrealistyczny w formie pomnik upamiętniający pisarza Jaroslava Haška, zlokalizowany w stolicy Czech, Pradze przy placu Prokopa (Žižkov). Hašek przez pewien czas mieszkał na pobliskiej ulicy Jeronýmovej.

## Historia i forma
Pomnik odsłonięto w 2005, choć inicjatorzy działali w tym kierunku od 1998, a w 2000 powstało stowarzyszenie na rzecz jego budowy. Dzielnica Praga 3 wyraziła swoje poparcie dla projektu uchwałą nr 117 z dnia 21 kwietnia 1999 i nr 549 z dnia 5 września 2001 i oddelegowała swoich przedstawicieli do stowarzyszenia. Pracownia architektoniczna Pavla Kupki przygotowała dokumentację do postępowania gruntowo-budowlanego. W grudniu 2002 Wydział Budownictwa Dzielnicy Praga 3 wydał decyzję o warunkach zabudowy i pozwolenie na budowę oraz lokalizację pomnika. Autorem projektu był Karel Nepraš, profesor praskiej Akademii Sztuk Pięknych. Przedstawia popiersie Haška na wysokim cokole, który około połowy przecięty jest brązowym blatem barowym przechodzącym w rzeźbę tułowia konia. Hašek nie jeździł konno, w związku z czym autor pomnika, zapytany o zaproponowaną formę obiektu, stwierdził, że wszystkie ważne pomniki to są jeźdźcy na koniach.
Nepraš zmarł w 2002 i nie doczekał odsłonięcia monumentu. W pracach wykończeniowych zastąpiła go córka, Karolína Neprašová, która ukończyła projekt głowy pisarza. Pierwotnie artysta zakładał, że posąg o wysokości niecałych czterech metrów będzie również emitował sygnały dźwiękowe i wyposażony zostanie w instalację, umożliwiającej rozlewanie piwa podczas ludowych festynów.